# Saint-Coulomb
Saint-Coulomb település Franciaországban, Ille-et-Vilaine megyében. Lakosainak száma 2970 fő (2022. január 1.). Saint-Coulomb Saint-Malo, Saint-Méloir-des-Ondes és Cancale községekkel határos.

## Népesség
A település népessége az elmúlt években az alábbi módon változott:
| Lakosok száma | 1542 | 1746 | 1938 | 2306 | 2614 | 2654 | 2707 | 2820 | 2870 | 2970 |
|               | 1968 | 1982 | 1990 | 2006 | 2013 | 2015 | 2017 | 2019 | 2020 | 2022 |